# Freizeitheim Linden

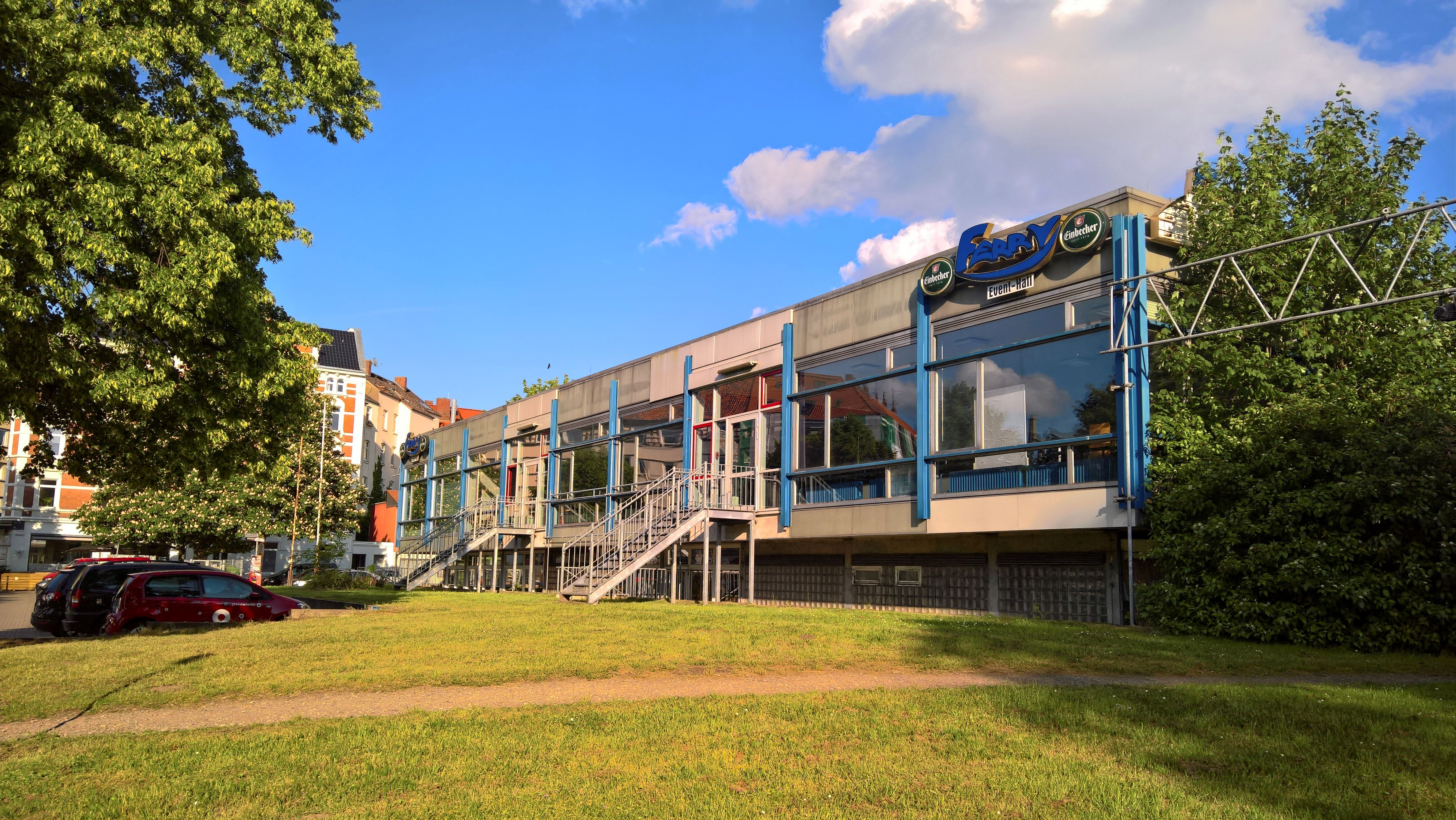
Freizeitheim Linden, 2019

Das Freizeitheim Linden in Hannover ist ein Ort multikultureller Begegnungen für Linden und Limmer. Das 1961 eröffnete Haus mit der Adresse Windheimstraße 4 an der Ecke Limmerstraße gilt als erstes seiner Art in Deutschland.

## Geschichte

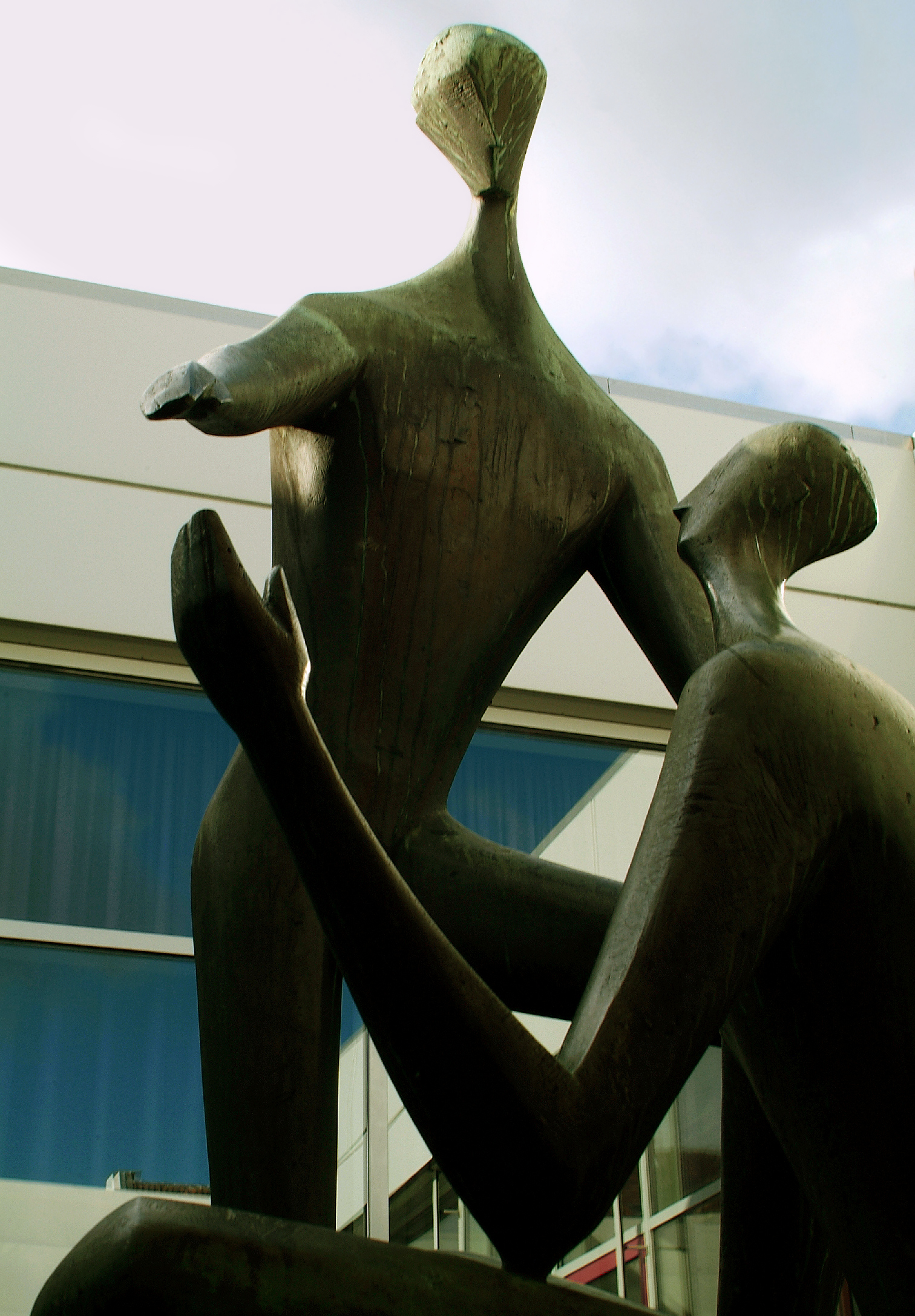
Die Skulptur „Das Gespräch“, 1961 von Maria Becke-Rausch für das Freizeitheim geschaffen, aufgestellt im Innenhof

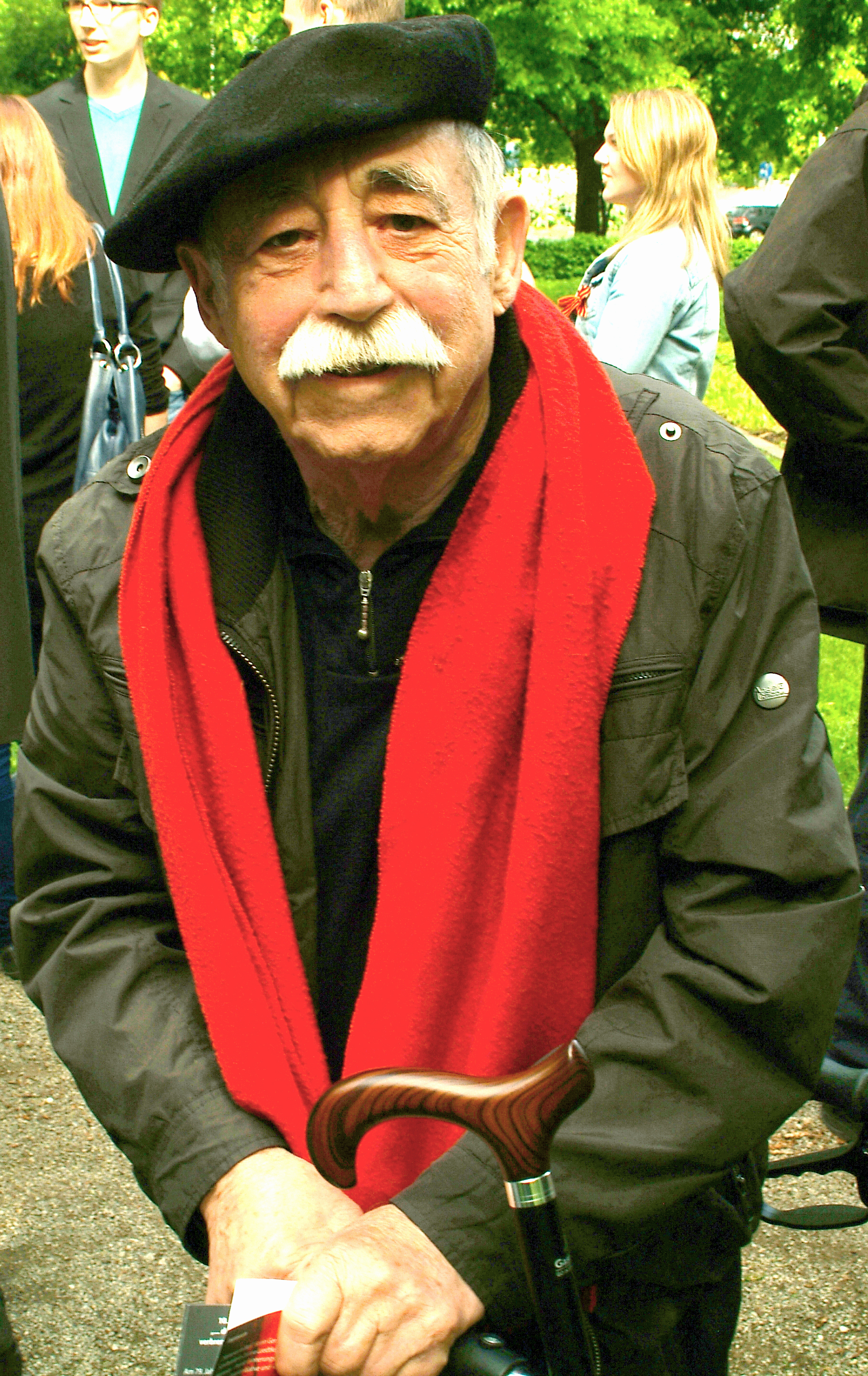
Egon Kuhn, langjähriger Leiter des Freizeitheims

Nachdem der Rat der Stadt Hannover 1959 den Bau von Freizeitheimen beschlossen hatte, wurden die konzeptionellen Grundlagen maßgeblich von dem Stadtrat Heinz Lauenroth entwickelt. Er plante soziokulturelle Stadtteilzentren für alle Bevölkerungsgruppen und Altersschichten, unabhängig von Parteien, Kirchen und Milieu. Den unterschiedlichsten Gruppen, Vereinen, Initiativen und Bürgern sollten Räume und Einrichtungen mit Gruppenräumen, Studios, Festsälen und Stadtteilbüchereien zur Verfügung gestellt werden. Am 16. Februar 1981 wurde hier der DGB-Chor Hannover gegründet.
Speziell für ein Freizeitheim in Linden engagierte sich der Vorsitzende des Lindener Kulturkreises, Fred Grube, der später als Initiator des Freizeitheims mit der Namensgebung des Fred-Grube-Platzes geehrt wurde. Die Planung des Freizeitheims erfolgte durch den Architekten Erlhoff. Es wurden auf zwei Ebenen mehr als 20 Räume für Gruppen von 20 bis 70 Personen geschaffen. Der Vortrags- und Veranstaltungssaal bot 220 Plätze, im Untergeschoss waren 250 m² für Tanz und andere Veranstaltungen vorgesehen. Zielgruppe waren aber vorwiegend junge Menschen.
Das Freizeitheim Linden mit der Stadtbibliothek Limmerstraße wurde am 28. Januar 1961 durch den damaligen Oberbürgermeister Karl Wiechert eröffnet und galt international als beispielgebend. Im Programm für „Jedermann“ wurden unterschiedliche Werkräume für Arbeiten mit Keramik, Textil, Papier und Weben, Nähen, Metall, Holz und Fotos bereitgestellt. Für andere Aktivitäten standen ein Tischtennisraum und verschiedene Musikstudios mit schalldichten Kabinen zur Verfügung, aber auch Räume für Treffen von älteren Menschen oder Kindern.
Kurz vor der Fertigstellung des Gebäudes hatte die Bildhauerin Maria Becke-Rausch der Stadt Entwürfe für die Skulptur Das Gespräch vorgelegt, das der Stadt wie geschaffen für ihr erstes Freizeitheim schien. Nach Auftragserteilung durch die Stadt und Vollendung des Werkes war jedoch das Gebäude schon vollendet; so hob schließlich ein großer Baukran die Plastik an ihren endgültigen Bestimmungsort im Innenhof des Freizeitheims.
Eine besondere Attraktion waren die Tanzveranstaltungen am Samstag ab 19 Uhr. Hier herrschte eine strenge Kleiderordnung: Krawatten waren Pflicht. In Anbetracht des Alters der Gäste waren Alkohol und Nikotin in den Räumen verboten.
1965 übernahm der Osnabrücker Egon Kuhn die Leitung des Freizeitheimes.
In Anlehnung an die „Fannystraßen-Kinderfeste“ der 1920er Jahre initiierte das Freizeitheim 1978 erstmals wieder ein „Kinder-Schützenfest“, aus dem sich seitdem das alljährliche Butjerfest entwickelte.
Anlässlich des 25-jährigen Bestehens erhielt das Freizeitheim Linden im Januar 1986 die „Auszeichnung für soziale Kulturarbeit“ durch die Kulturpolitische Gesellschaft.